# Jurançon (cépage)
Pour les articles homonymes, voir Jurançon.
Le jurançon N est un cépage noir de raisin de cuve français. 

## Origine et répartition
Il est originaire du sud-ouest de la France. On ignore son origine génétique, mais l'extension de sa culture s'est faite au XIXe siècle après la reconstitution du vignoble détruit par le phylloxera. Cépage d'abondance, il a joué le même rôle que l'aramon dans le midi toulousain où il était remonté en degré et couleur par les vins d'Algérie pour faire un bon vin de table. Il est aujourd'hui abandonné sur ce segment du marché au profit de vins de cépages ; sa surface est en constante diminution depuis les années 1970. (12 100 ha en 1968, 7 000 ha en 1979, 1 900 ha en 1994) 
Il n'a pas été cultivé ailleurs que dans sa région d'origine, si ce n'est 500 ha plantés en Uruguay.

## Étymologie et synonymie
Il porte le nom d'une commune des Pyrénées-Atlantiques, mais n'a jamais fait partie de l'appellation Jurançon.
Il est aussi nommé dame noire, dégoutant, gouni, jurançon rouge, petit noir ou folle noire en France et vidella en Uruguay.

## Caractèresampélographiques
- Extrémité du jeune rameau cotonneux à liseré carminé.
- Jeunes feuilles jaunâtres à plages bronzées.
- Feuilles adultes orbiculaires à 5 ou 7 lobes, avec sinus pétiolaire peu ouvert ou fermé à fond en U, des dents courtes rectilignes, rougissement du feuillage en automne.
- Grandes grappes compactes, baies de taille moyenne arrondies.

## Aptitudes
- Culturales: C'est un cépage vigoureux et fertile à port érigé. Il peut être conduit sans palissage. La surproduction peut provoquer un affaiblissement précoce. Conduit en terrain pauvre et taille courte, il montre un rendement bon et régulier.
- Sensibilité: Il craint la pourriture grise, le mildiou, l'oïdium et les tordeuses de la grappe.
- Technologiques: Il permet d'obtenir des vins peu intenses, peu alcoolisés, simples. Ce sont des vins de table à boire rapidement.

## Génétique
Trois clones ont été agréés, les no 438, 571 et 659. Seul le premier a été un peu multiplié. 
 Son patrimoine génétique a été utilisé pour créer le chenanson, métis entre jurançon N et grenache N.